# جون بروير براون
جون بروير براون هو محامي وسياسي أمريكي، ولد في 13 مايو 1836 في فيلادلفيا في الولايات المتحدة، وتوفي في 16 مايو 1898. نشط حزبياً في الحزب الديمقراطي. وقد انتخب عضو مجلس النواب لولاية ماريلند ‏ وانتخب عضو مجلس النواب الأمريكي ‏.